# 圣马克 (康塔尔省)
圣马克（法語：Saint-Marc，法語發音：[sɛ̃ maʁk]）是法国康塔尔省的一个旧市镇，属于圣弗卢尔区。2016年，圣马克与临近的3个市镇合并为新市镇瓦勒达尔科米。

## 地理
圣马克（44°54'6"N, 3°11'31"E）面积8.78 平方千米，位于法国奥弗涅-罗讷-阿尔卑斯大区康塔爾省，该省份为法国中南部省份，位于法國中央高原中心，北起科雷兹省、上盧瓦爾省和多姆山省，西接洛特省和科雷兹省，南至阿韦龙省和洛特省，东临上盧瓦爾省和洛泽尔省。
与圣马克接壤的市镇（或旧市镇、城区）包括：法沃罗勒、卢巴雷斯、圣瑞斯特、阿尔巴雷勒孔塔勒。

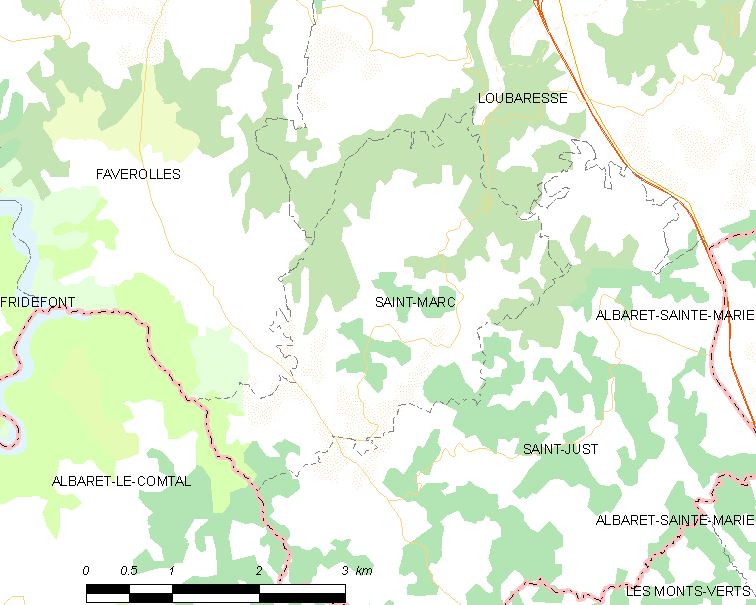
的OSM定位图

圣马克的时区为UTC+01:00、UTC+02:00（夏令时）。

## 行政
圣马克的邮政编码为15390，INSEE市镇编码为15197。

## 政治
圣马克所属的省级选区为特吕耶尔河畔讷韦格利斯县。

## 人口

1962-2008年间人口变化图示

圣马克于2018年1月1日时的人口数量为81人。